# もっつん*
もっつん*は、日本の漫画家・イラストレーター・原画家。

## 主な作品

### 漫画
- ひめかみ*ダイアリィ（『まんがタイムきらら』2014年9月号 - 2016年6月号）

#### コミカライズ
- この中に1人、妹がいる!（原作：田口一、『月刊コミックアライブ』2011年7月号 - 2013年12月号）全5巻（メディアファクトリー MFコミックスアライブシリーズ） ※作中の帝野熊五郎、帝野鹿野子、瀬利吏沙、謎の妹のキャラクター原案も担当
- 零細奴隷商人、一人も奴隷が売れなかったので売れ残り少女たちと辺境でスローライフをする〜毎日優しく接していたら、いつの間にか勝手に魔物を狩るようになってきた。え、この子たち最強種の魔族だったの?〜（原作：夜分長文、原案：はにゅう、『コミックノヴァ』2024年7月26日 - 連載中）※原作小説の挿絵も担当

#### アンソロジー
- のんのんびより 公式アンソロジーふゆっ！（メディアファクトリー MFコミックス）2014年12月22日発売
- 俺の妹がこんなに可愛いわけがない4コマ公式アンソロジー（アスキー・メディアワークス 電撃コミックス EX）2013年3月27日発売

### 小説挿絵
- キミ、色、トウメイ（著：じんたね、ぽにきゃんBOOKS）全2巻
- 銀糸の魔法式（著：浅倉イネ、講談社ラノベ文庫）全3巻
- 恋すると死んじゃう彼女に愛されすぎると俺が死ぬ（著：西型一央、一迅社文庫）
- 無能英雄のリベンジサーガ（著：椿博太、講談社ラノベ文庫）
- 零細奴隷商人、一人も奴隷が売れなかったので売れ残り少女たちと辺境でスローライフをする〜毎日優しく接していたら、いつの間にか勝手に魔物を狩るようになってきた。え、この子たち最強種の魔族だったの?〜（著：夜分長文、原案：はにゅう、サーガフォレスト）

### イラスト
- うみねこのなく頃にコミックアンソロジー Episode collection(5)（一迅社DNAメディアコミックス）2011年2月25日 - カバーイラスト
- 同人誌やイラストの美しいデザイン100（マール社）2011年8月- イラスト
- モンスター・コレクションTCGサーガランドの貴公子（富士見書房 ブシロード）2012年5月19日 - 「波を纏う天使」イラスト
- コンビニロボットぽぷりちゃん4巻（著：林雄一、メディアファクトリー MFコミックスアライブシリーズ）2013年2月23日 - ゲストイラスト
- 電撃萌王 6月号（アスキー・メディアワークス）2013年4月26日 - 萌えコロシアム
- 電撃萌王 6月号（アスキー・メディアワークス）2014年4月26日 - Art of もっつん*
- きんいろモザイクコミックアンソロジー（芳文社まんがタイムKRコミックス）2013年7月27日 - 口絵イラスト
- アイドル事変 第4話エンドカード

### ゲーム
- 晴空物語（ベクター）一部キャラクターデザイン
- 戦国コレクション（コナミデジタルエンタテインメント）一部キャラクターデザイン
- 魔装詠唱バトルスター（GREE） - メインキャラ、「清瀬アオバ（CV:津田美波）」をデザイン
- アイドル事変（MAGES.／5pb）一部キャラクターデザイン

### PCゲーム原画
- 恋する夏のラストリゾート（PULLTOPLATTE、2014年3月28日） - 登場ヒロイン「津久見さんご」、「牧汐璃」の原画担当